# Trappistinnenabtei Whitland
Die Trappistinnenabtei Whitland, offizieller Name Holy Cross Abbey, ist seit 1991 ein britisches Kloster der Trappistinnen bei Whitland, Carmarthenshire, im Bistum Menevia, in Wales.

## Geschichte
Die Nonnen des Klosters Stapehill verlegten 1991 den Konvent nach Whitland (20 km westlich Carmarthen, zwischen St. Clears und Narberth) an einen Standort, der im Pembrokeshire liegt, unweit der Ruine des Zisterzienserklosters Whitland Abbey, die im Carmarthenshire liegt. Der Umbau eines ehemaligen Motels in die moderne Klosteranlage dauerte 20 Jahre. Gründungsbischof war Daniel Joseph Mullins.

## Oberinnen
- Catherine Priest (1989–2001)
- Jacqueline Moor (2001–2005)
- Edith Wilcockson (2005–2006)
- Christine Wood (2006–)